# Recensământul populației din 2002 (România)

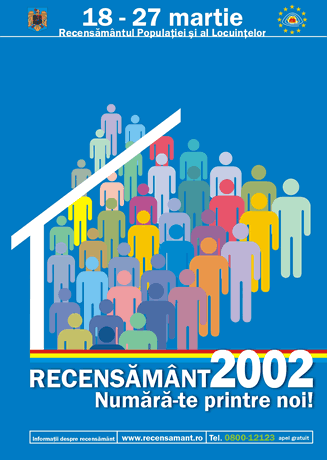
Afiș publicitar pentru recensământul din 2002 din România

Recensământul din anul 2002 a fost efectuat de către Institutul Național de Statistică (INS), în perioada 18-27 martie 2002 și a urmărit evoluția față de recensământul din 1992 în parametrii demografici, social-economici, etnici și confesionali. Același recensământ a urmărit și evoluția numărului de clădiri, locuințe și gospodării. Principalele evoluții rezultate prin compararea recensământului din 2002 cu cel din 1992, au indicat faptul că populația României și structura ei demografică au înregistrat tendințe și mutații noi, diferite de cele care au avut loc în deceniile anterioare. De atunci au mai avut loc două recensăminte, mai precis unul în anul 2011 si cel mai recent în anul 2022 (programat inițial în 2021 dar amânat pentru 2022 din cauza pandemiei de COVID-19 în România).